# Paradise SC
Paradise SC ist ein Fußballverein auf Barbados. Der Verein spielt in der Saison 2018 in der Premier League, der höchsten Spielklasse des Fußballverbands von Barbados.